# 蘇科祿島鮨
蘇科祿島鮨，為輻鰭魚綱鱸形目鱸亞目鮨科的其中一種，被IUCN列為次級保育類動物，分布於東太平洋的蘇科祿島海域，棲息深度約8公尺，體長可達8公分，生活在沙石底質海域，為底棲性魚類，屬肉食性，生活習性不明。

## 擴展閱讀
維基物種上的相關：蘇科祿島鮨